# Henry Sampson
Henry Thomas Sampson, Jr. (né à Jackson au Mississippi le 23 avril 1934 et mort le 4 juin 2015 à Stockton en Californie) était un inventeur afro-américain, connu pour avoir créé la cellule gamma-électrique - un appareil dont le principal objectif est de produire de l'énergie auxiliaire à partir du blindage d'un réacteur nucléaire.

## Éducation
Henry T. Sampson, Jr. est diplômé de Lanier High School à Jackson, Mississippi, en 1951. Il a ensuite fréquenté le Morehouse College d' Atlanta, avant d'être transféré à l' Université Purdue dans l' Indiana, où il est devenu membre de la fraternité Omega Psi Phi . Il a obtenu un bachelor en génie chimique de l'Université Purdue en 1956. Il est diplômé d'une maîtrise en ingénierie de l' Université de Californie à Los Angeles en 1961. Sampson a également obtenu une maîtrise en génie nucléaire de l' Université de l'Illinois à Urbana-Champaign en 1965 et son doctorat en 1967. Il a été le premier afro-américain à obtenir un doctorat. dans le génie nucléaire aux États-Unis.

## Début de carrière
Il a été membre de la marine américaine de 1962 à 1964. Sampson a été employé comme chercheur en ingénierie chimique à la Naval Air Weapons Station China Lake US Naval Weapons Center, China Lake California, dans le domaine des propergols solides à haute énergie et des matériaux de liaison pour les moteurs de fusées. Sampson a également été directeur de développement de missions et d'opérations du programme d'essais spatiaux à la Aerospace Corporation à El Segundo, en Californie. 

## Les brevets
Ses brevets comprennent un système de liant pour les propulseurs et les explosifs et un système de liaison de boîtier pour les propergols composites coulés. Les deux inventions sont liées aux moteurs à propergol solide. 
Le 6 juillet 1971, il a obtenu un brevet, avec George H. Miley, pour une cellule gamma-électrique, un dispositif qui produit une haute tension de rayonnement sources, principalement le rayonnement gamma, avec objectifs proposés de générer de l'énergie auxiliaire à partir du blindage d'un réacteur nucléaire . De plus, le brevet cite la fonction de la cellule en tant que détecteur avec une puissance propre et des avantages de coûts de construction par rapport aux détecteurs précédents,.
On ne peut pas dire que Henry Sampson soit l’inventeur du téléphone cellulaire (puisqu'il n'a jamais rien voulu en ce sens), mais c’est à partir de son invention « la cellule Gamma électrique » (brevet déposé le 6 juillet 1971 sous le n° 3591860) qui permet d’envoyer et de recevoir des signaux audio au moyen d’ondes radio sans fil, que le célèbre « téléphone portable » a pu faire son apparition dans le monde entier.

## Historien du cinéma
En plus de sa carrière d'inventeur, Sampson était un historien du cinéma réputé. Il a écrit le livre Blacks in Black and White: A Source Book on Black Films, qui examine les cinéastes afro-américains souvent ignorés de la première moitié du 20e siècle. En outre, il est l'auteur de The Ghost Walks: A Chronological History of Blacks in Show Business, 1865-1910 . Sampson produit des films documentaires sur des cinéastes afro-américains. En 2005, il a publié Singin 'on the Ether –Waves: a Chronological History of African American in Radio and Television Programming, 1925-1955 (deux vols, 1270 pages), Lanham, Maryland et Oxford, UK: Scarecrow Press, 2005. 
En 2011, Sampson a fait don de sa collection considérable de souvenirs de films historiques à la Jackson State University. La collection est conservée dans la bibliothèque HT Sampson, du nom de son père, HT Sampson Sr., ancien doyen exécutif de la Jackson State University. 

## Récompenses et honneurs
De 1964 à 1967, il a reçu un prix de la Commission de l'énergie atomique des États-Unis pour ses excellents services à US Naval Weapons Center. En 1982, il a reçu le Black Image Award de la Aerospace Corporation. Il a reçu le Blacks in Engineering, Applied Science Award, et le prix de l'éducation, par le Los Angeles Council of Black Professional Engineers en 1983. 
Sampson était associé au conseil d'administration de la Los Angeles Southwest College Foundation et était consultant technique pour le programme Historical Black Colleges and Universities. 